# Gabi Ashkenazi
Gabriel "Gabi" Ashkenazi (hebreu: גבי אשכנזי‎; Hagor, 25 de febrer de 1954) és un polític israelià i militar retirat. Va ser Ministre d'Afers Exteriors d'Israel amb el partit Blau i Blanc. Va ser el cap de l'Estat Major de les Forces de Defensa d'Israel entre el 2007 i el 2011.

## Biografia
Gabriel Ashkenazi és membre d'una família jueva d'origen búlgar i sirià. Va créixer a Hagor, un moixav (comunitat agrícola cooperativa) de la regió de Xaron al centre d'Israel, del qual els seus pares en van ser un dels fundadors. El seu pare, Yosef Ashkenazi, era un supervivent de l'Holocaust que havia emigrat a Israel des de Bulgària, mentre que la seva mare, Freda Jamal, havia emigrat de Síria. Ashkenazi va completar el batxillerat en un internat militar afiliat a la prestigiosa Gymnasia Herzliya de Tel Aviv. Entre els seus companys de pis hi havia Yigal Schwartz, una figura important de la literatura israeliana, i Yoav Kutner, un aclamat editor musical i periodista.

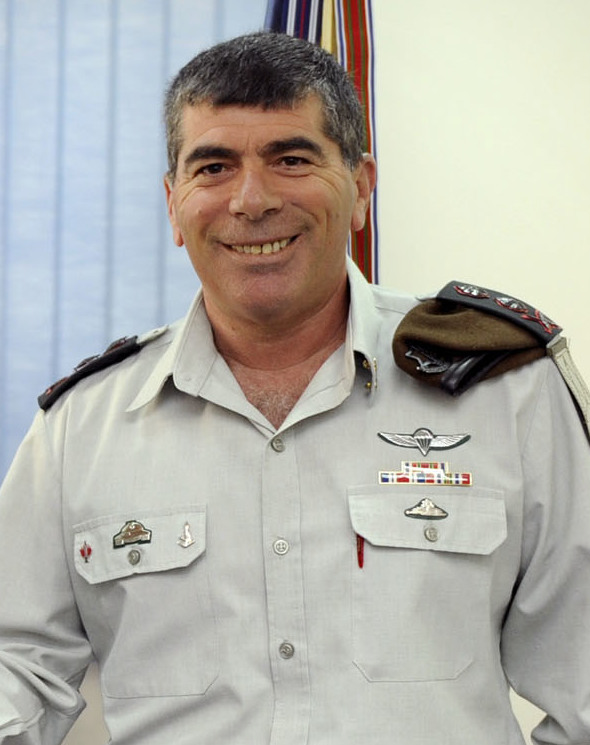
Ashkenazi el 2010.

Ashkenazi va estudiar a l'Escola Preparatòria de Comandament Júnior de Tel Aviv i a la Universitat de Comandament i Personal de la Marina dels Estats Units. Va obtenir una llicenciatura en ciències polítiques a la Universitat de Haifa i el 2004 va assistir al Programa de Gestió Avançada de sis/set setmanes a l'Escola de Negocis de Harvard.
El seu germà, el Tat Aluf Avi Ashkenazi, va ser nomenat cap del Centre Nacional d'Entrenament Terrestre (מל"י) el 2009.
Ashlenazi viu a Kfar Saba amb la seva dona Ronit. Té dos fills, Gali i Itai. Itai va jugar de quarterback a la Lliga de futbol americà israeliana.
El març de 2012, la ciutat d'Or Yehudà va posar el seu nom a un carrer, tot i que la decisió es va cancel·lar el 2015.

## Carrera militar
El 1972 va ingressar a la Brigada Golani, i va entrar en acció per primera vegada al Sinaí durant la Guerra de Yom Kipur el 1973. El juliol de 1976 va exercir un important paper en l'Operació Entebbe, una missió per rescatar un grup d'ostatges israelians capturats a Uganda, però no va participar en el combat que es va desencadenar a l'Aeroport Internacional d'Entebbe.

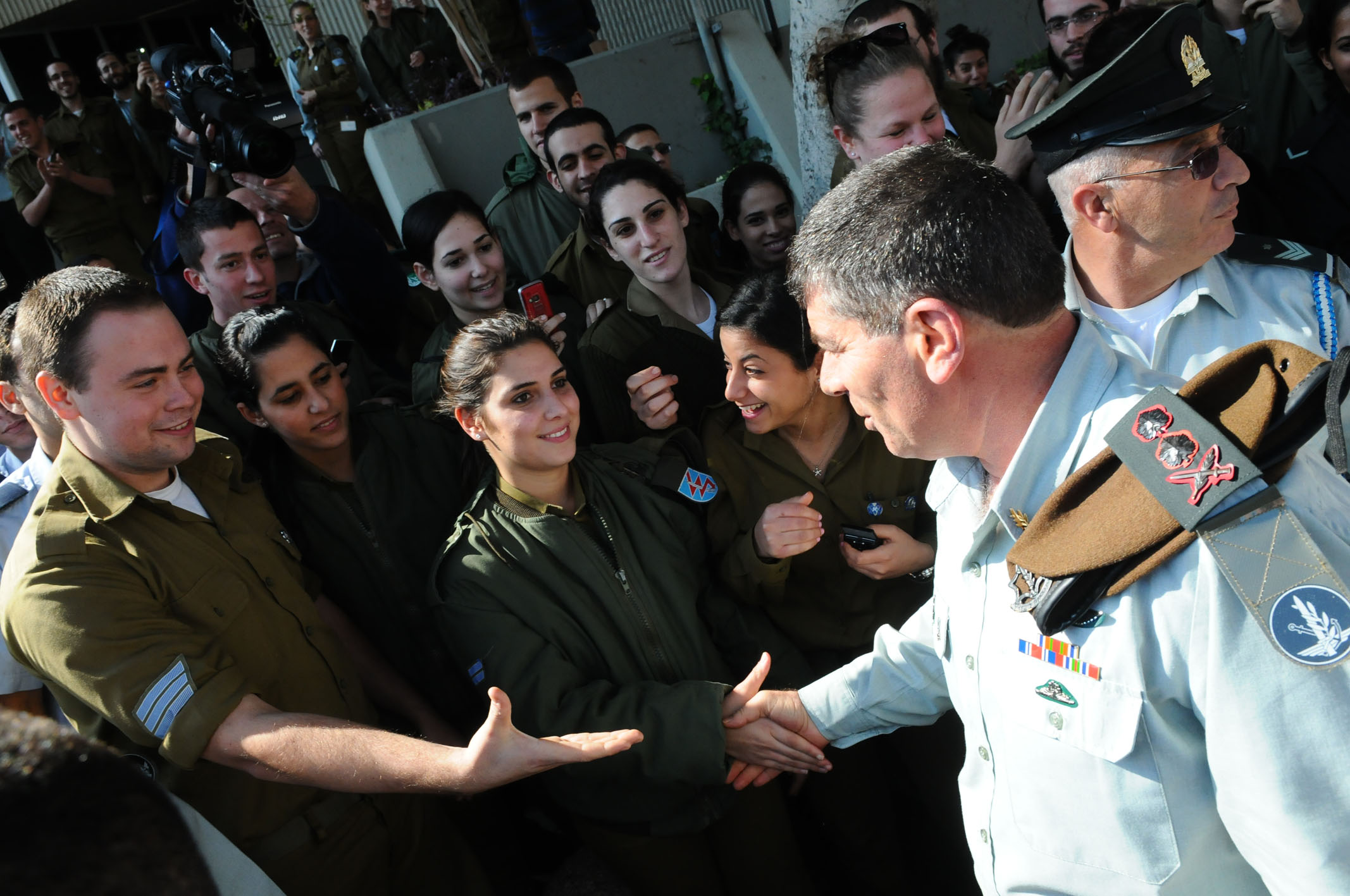
Ashkenazi saludant els seus soldats per última vegada, quan va abandonar la carrera militar el 2011.

La primera de diverses experiències d'Ashkenazi al Líban va ser el 1978 durant l'Operació Litani. Ashkenazi va ser ferit en combat i es va allunyar de l'exèrcit abans de ser convocat per tornar com a Comandant de Batalló dos anys després. Durant la Guerra del Líban de 1982, Ashkenazi va servir com a Comandant Altern de la Brigada Golani i les forces que van prendre el Castell Beaufort i les ciutats de Nabatieh i Jabel Baruch. Va ser ascendit a Comandant de la Brigada Golani el 1987 amb una gran acceptació de part dels soldats.
El 1988 Ashkenazi va ser nomenat cap d'Intel·ligència del Comandament del Nord d'Israel, càrrec que va ocupar fins al 2002. De 2002 a 2005 va ser Subcap de l'Estat Major General, i el 2006 va ser el Director General del Ministeri de Defensa.
Del 14 de febrer de 2007 fins al 13 de febrer del 2011, va ocupar el càrrec de ramatcal, el Cap de les Forces de Defensa d'Israel. COm a Ramatcal va haver de fer front a les operacions de la Segona Guerra del Líban i va comandar les accions de l'Operació Hivern Calent i l'Operació Plom Fos.

## Carrera política

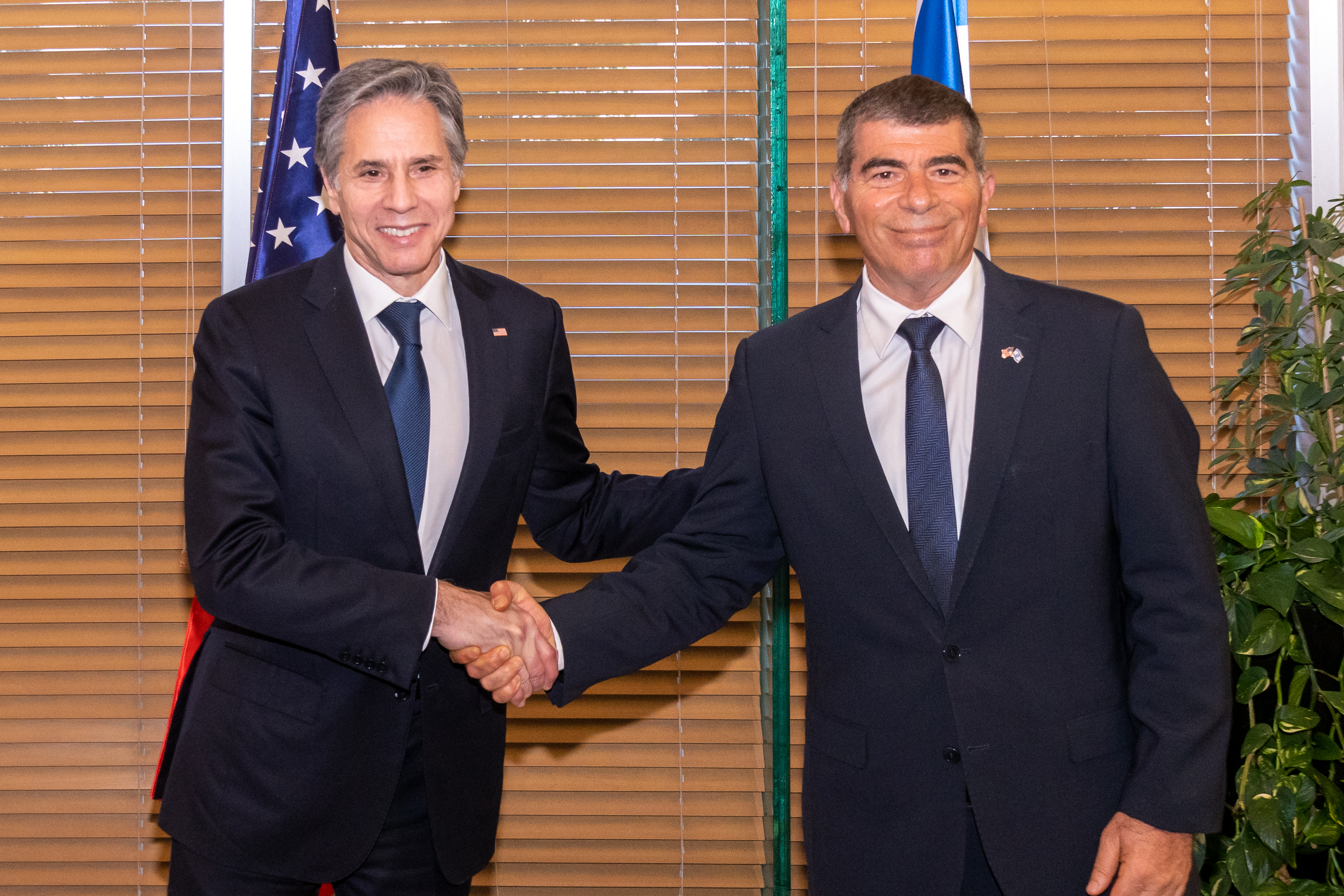
Ashkenazi amb el Secretari d'Estat nord-americà Antony Blinken el 2021

El febrer de 2019, els partits Resiliència per a Israel, Telem i Yeix Atid van anunciar que Ashkenazi s'uniria a la seva llista conjunta per a les eleccions de la Kenésset de 2019. Aquella coalició es va anomenar Blau i Blanc. Ashkenazi va ser el número quatre a la nova llista de candidats encapçalada per Benny Gantz, el qual procedia de Resiliència per a Israel.
El 2020, Ashkenazi va ser nomenat Ministre d'Afers Exteriors com a part del trenta-cinquè govern d'Israel, succeint a Israel Katz. Oficialment va prestar jurament el 17 de maig de 2020, i va finalitzar-ne les funcions el 13 de juny quan va ser substituït per Yair Lapid al nou govern de Naftali Bennett.
El 2021 va abandonar Blau i Blanc i no es va presentar a la reelecció a la Kenésset a les eleccions d'aquell any.